# مطار ينينغ
مطار ينينغ (إياتا: YIN، إيكاو: ZWYN) يقع في مدينة ينينغ في جمهورية الصين الشعبية. صنف مطار ينينغ في المرتبة الرابعة والسبعون في الصين من حيث عدد الركاب عام 2011 وفقًا لإدارة الطيران المدني في الصين، حيث تعامل مع 483,967 راكب، وبلغ إجمالي حركة الطائرات (القادمة والمغادرة) 6,562 طائرة وقد بلغت كمية البضائع المنقولة عبر المطار 713 طن.

## شركات الطيران والوجهات
| شركـات طيـران            | الوجهات |
| ------------------------ | --- |
| طيران الصين              | مطار بكين العاصمة الدولي، مطار تشنغدو شوانغليو الدولي، مطار كاراماي جوهاي، مطار كورلا ليتشنغ، مطار شيهيزي هوايوان، مطار تيانجين الدولي، مطار أورومتشي ديوبو الدولي |
| خطوط العاصمة بكين الجوية | مطار شيان شيانيانغ الدولي |
| خطوط شرق الصين الجوية    | مطار نانجينغ الدولي، مطار شانغهاي بودنغ الدولي، مطار شيان شيانيانغ الدولي |
| طيران الصين اكسبرس       | مطار أقسو هونغكيبو، مطار آلتاي شويدو، مطار خوتان كونغانغ، مطار كورلا ليتشنغ، مطار كوغا كويشي، مطار تاشيهينغ قيانتشوان، مطار توربان جياهوي |
| خطوط جنوب الصين الجوية   | مطار آلتاي شويدو، مطار بكين داشينغ الدولي، مطار تشانغشا هوانغوا الدولي، مطار هانغتشو شياوشان الدولي، مطار كاشغر الدولي، مطار كورلا ليتشنغ، مطار نانجينغ الدولي، مطار شانغهاي هونغكياو الدولي، مطار تاشيهينغ قيانتشوان، مطار أورومتشي ديوبو الدولي، مطار ووهان تيانهي الدولي، مطار شينينغ الدولي |
| Chongqing Airlines       | مطار تشونغتشينغ جيانغبى الدولي، مطار كورلا ليتشنغ |
| خطوط سيتشوان الجوية      | مطار تشنغدو تيانفو الدولي |
| سبرينغ (شركة طيران)      | مطار تشنغدو تيانفو الدولي |
| خطوط سوبارنا الجوية      | مطار جينان الدولي، مطار لانتشو تشونغ تشوان، مطار أورومتشي ديوبو الدولي |
| خطوط تيانجين الجوية      | مطار أورومتشي ديوبو الدولي، مطار تشنغتشو الدولي |
| أورومتشي للطيران         | مطار كاشغر الدولي، مطار أورومتشي ديوبو الدولي |